# Claudia Miranda
Claudia Marjorie Miranda Rojas (Santiago, 7 de junio de 1968) es una bailarina profesional chilena.

## Carrera profesional
Comenzó su carrera televisiva en el ballet Huganzas de Hugo Urrutia, donde compartió escenario, entre otros, con el también bailarín y actor Claudio Moreno, en programas como Festival de la una, transmitido por el canal estatal Televisión Nacional de Chile. Un año después, fue contratada para el Festival de la Canción de Viña del Mar. Participó en comerciales como el de la marca de jeans Cheldiz, y en el programa Bailando con Claudia, también de la señal del Estado.
Vivió una difícil situación mientras era parte de Martes 13, emblemático show estelar de la televisión chilena en los años 1980 y 1990, transmitido por Canal 13. Bailando para el cantante español Raphael, invitado del programa, en una de sus canciones el artista ibérico le tocó una nalga, hecho que fue fotografiado por los reporteros gráficos y que, al día siguiente, apareció en los periódicos.
A mediados de los años 1990, ingresó al magacín Buenos días a todos, del canal público.
En 2006, ganó la primera temporada de El baile en TVN. En 2007, regresó al Festival de Viña como coreógrafa oficial. Continúo como jurado y bailarina de El baile en TVN hasta el año 2008.
En la década de 2010, ha sido coreógrafa o jurado de diversos concursos de talentos de la televisión chilena: Mi nombre es… (Canal 13, 2011-2014), Baila Fanta (Canal 13, 2013-2015), The Voice Chile (Canal 13, 2015-2016), Bailando (Canal 13, 2016), Rojo (TVN, 2019) y Sigamos de largo (Canal 13, 2019). También participó, junto a su hija Amanda, de un comercial de la campaña Yo Tomo. Yo Como, para promover el consumo de leche y sus derivados, y tuvo una breve aparición en la telenovela Veinteañero a los 40 (Canal 13, 2016).
En 2019, además de su trabajo en Rojo y Sigamos de largo, participó como jurado en el episodio piloto de El duelo, programa de baile que actualmente busca casa televisiva.

## Vida personal
Hija de Baltazar Miranda Pérez y Flor Eulogia Rojas Grez. Desde el 25 de febrero de 1999, está casada con el productor argentino Omar Alejandro Costella.
A los 25 años, conoció en una discoteca al modelo argentino Omar Costella. Estuvieron juntos solamente tres semanas porque él aceptó un trabajo en España, y mantuvieron por ocho meses una relación a distancia. Luego, se casaron y tuvieron dos hijos: Bruno y Amanda.

## Filmografía

### Programas de televisión
| Año       | Programa                                                 | Rol                        | Notas                                      | Canal                                    | Ref.   |
| --------- | -------------------------------------------------------- | -------------------------- | ------------------------------------------ | ---------------------------------------- | ------ |
| 1987-1988 | Festival de la una                                       | Bailarina                  |                                            | TVN                                      | [ 17 ] |
| 1989      | XXX Festival Internacional de la Canción de Viña del Mar | Bailarina                  |                                            | TVN                                      |        |
| 1989      | Bailando con Claudia                                     | Bailarina                  |                                            | TVN                                      |        |
| 1992      | Martes 13                                                | Bailarina                  |                                            | Universidad Católica de Chile Televisión |        |
| 1996      | Buenos días a todos                                      | Bailarina                  |                                            | TVN                                      |        |
| 2006-2008 | El baile en TVN                                          | Bailarina                  |                                            | TVN                                      |        |
| 2007      | Viña 2007                                                | Coreógrafa                 |                                            | Canal 13/TVN                             |        |
| 2011-2014 | Mi nombre es…                                            | Profesora de baile         |                                            | Canal 13                                 |        |
| 2015-2016 | The Voice Chile                                          | Coreógrafa                 |                                            | Canal 13                                 |        |
| 2015-2016 | Baila Fanta                                              | Jurado                     |                                            | Canal 13                                 |        |
| 2016      | Bailando                                                 | Coreógrafa Jurado          |                                            | Canal 13                                 |        |
| 2016      | Veinteañero a los 40                                     | Ella misma                 |                                            | Canal 13                                 |        |
| 2019      | No culpes a la noche                                     | Invitada                   |                                            | TVN                                      |        |
| 2019      | Rojo, el color del talento                               | Entrevistada Jurado        |                                            | TVN                                      |        |
| 2019      | Juego contra fuego                                       | Jurado                     |                                            | Canal 13                                 | [ 18 ] |
| 2019      | Había una vez                                            | Bailarina                  | Imágenes de archivo del Festival de la una | TVN                                      | [ 17 ] |
| 2019      | Sigamos de largo                                         | Jurado (sólo días viernes) |                                            | Canal 13                                 | [ 13 ] |